# Eska Cheb
Eska Cheb byl strojírenský podnik, v Československu známý jako výrobce jízdních kol.

## Historie
Začátek tovární výroby jízdních kol v pohraničním Chebu je spojen s firmou Premier. Ta vyráběla od 80. let 19. století v Chebu vysoká jízdní kola, tzv. kostitřasy. Později se specializovala na výrobu nízkých jízdních kol. V letech 1899–1900 jich chebská továrna vyrobila 2532 kusů. Stoupající poptávka vedla v roce 1911 k založení další továrny. Zakladateli byli Slezan Ambros Swetlík (1860–1929) a Němec Heinrich Kastrup (1871–1932). Název byl z původního ELITE změněn na ES-KA, fonetický přepis počátečních písmen jmen obou zakladatelů: ES – Swetlik, KA – Kastrup. Cheb se tak již před první světovou válkou stává centrem výroby jízdních a motorových kol. První motocykly spatřily světlo světa v roce 1914. V té době již produkce přesáhla 21 000 kusů. Po první světové válce firma nadále prosperovala.
Swetlik a Kastrup zemřeli v roce 1932 a 1930. Po celý život byli aktivní, v roce 1922 založili v Rokycanech další továrnu na kola Tripol, pozdější Favorit.
Od roku 1920 firma začala vyrábět motorová kola nejprve o zdvihovém objemu 75 a později 93 cm³. Dále se portfolio výrobků rozšířilo i o tříkolky, šicí stroje a vozíky ke kolům. Za protektorátu byla výroba jízdních kol utlumena.
Po druhé světové válce byla firma znárodněna a výroba jízdních kol obnovena. Eska byla po roce 1948 závodem České Zbrojovky Strakonice, ale od roku 1950 byla samostatná a pohltila i závod Premier. V roce 1953 byl z chebské Esky vyčleněn samostatný národní podnik Favorit Rokycany a v roce 1958 byl do národního podniku Eska Cheb znovu začleněn.

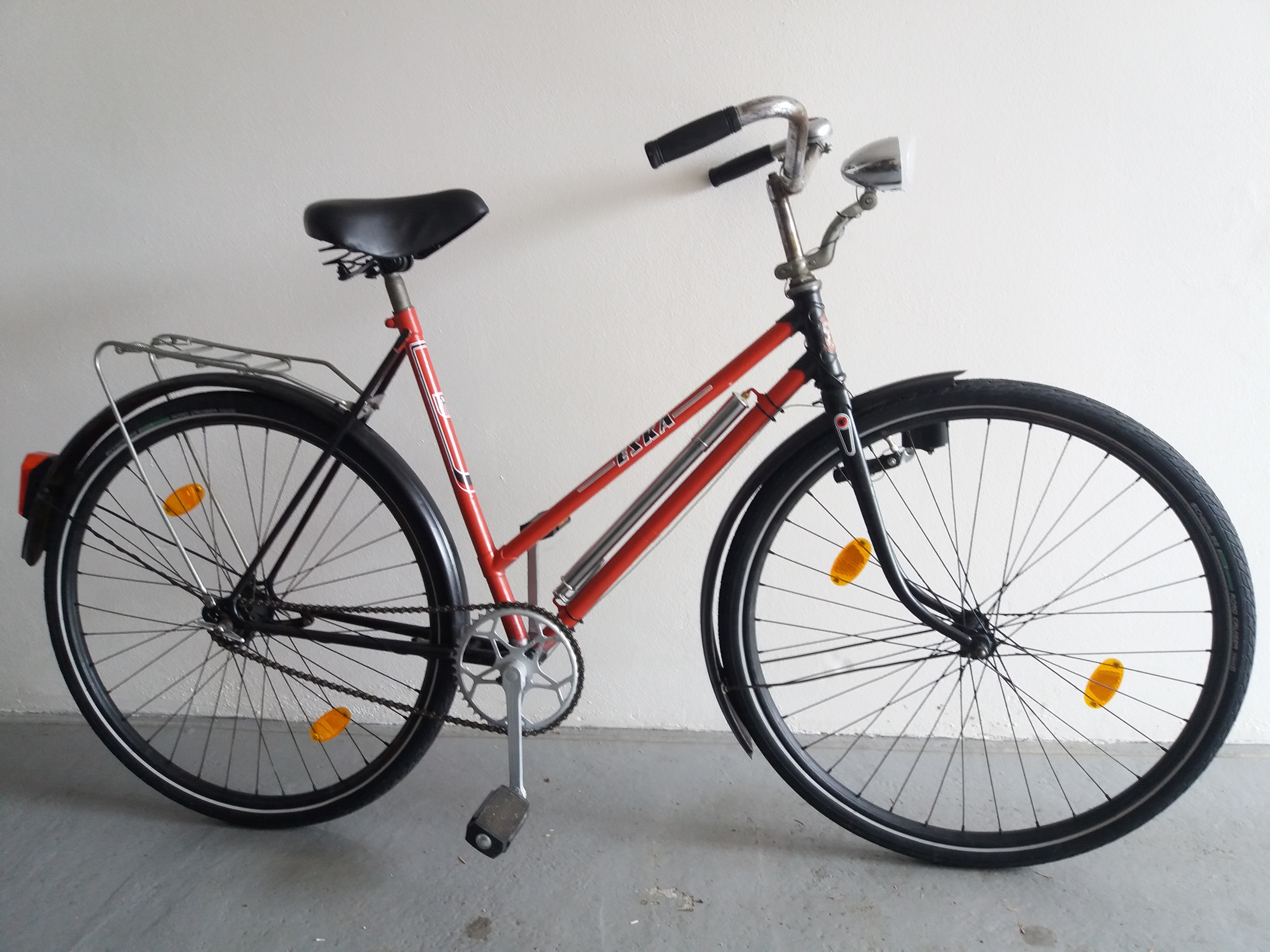
Dámské kolo Eska Junior, 60. léta, nepůvodní lak a některé komponenty

Za socialistické éry byl sjednocen výrobní program, Eska vyráběla pánská i dámská cestovní kola. Sortiment se rozšířil například i na skládací kola. Eska úzce spolupracovala se sesterským podnikem Favorit, používala mnoho shodných komponentů. Favorit se však specializoval spíše na sportovní silniční kola. Na československých silnicích byla rozšířena zejména kola zdejší výroby, značek Favorit Rokycany, Liberta Mělník, Velamos Sobotín/Petrov nad Desnou a právě Eska. Dovoz ze zemí RVHP nebyl tak rozsáhlý, většina československých kol byla určena na export, do Východního bloku i do západních zemí.

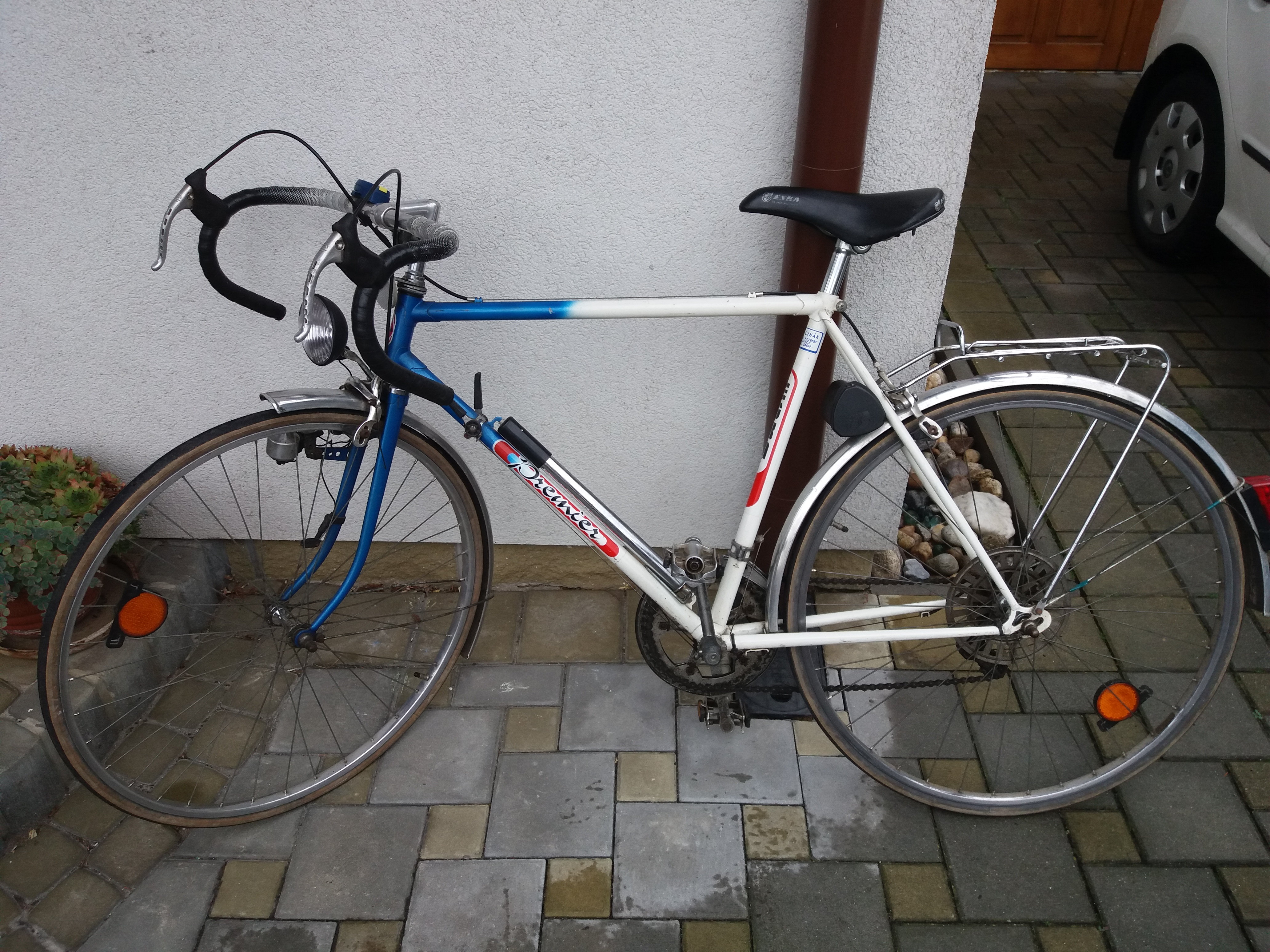
Pánské silniční kolo Eska Premier, rok výroby 1991, původní stav

V polovině 90. let 20. století se začalo ukazovat, že Eska nezachytila nejnovější trendy výroby kol. Zadlužený státní podnik proto privatizoval soukromý podnikatel. Ten však firmu zadlužil ještě víc. Postupně utlumil výrobu, rozprodal stroje a propustil zaměstnance.
Tečkou za výrobou kol byla demolice areálu v roce 2006.
Známka Eska byla prodána za statisíce, přičemž její majitel si nepřál být jakýmkoli způsobem medializován. 16. října 2001 byly dvě ochranné známky převedeny ze společnosti ESKA Cheb s.r.o. na společnost SPORT - S. cyklo, s.r.o. se sídlem v Praze-Lahovicích, patřící Zdeňku Krpatovi. K 7. dubnu 2011 pak byla jedna z ochranných známek převedena na společnost N.V.L. s.r.o., Šítkova 233/1, Praha 1, tato společnost patřila v té době třem ukrajinským společníkům a v říjnu 2014 ji získala společnost REFOL spol. s r.o., která byla vlastněná společností CAPO PROPERTY a.s. s akciemi na jméno, přičemž předsedkyní její správní rady a statutární ředitelkou je Kateřina Karnošová.

### Externí odkazy

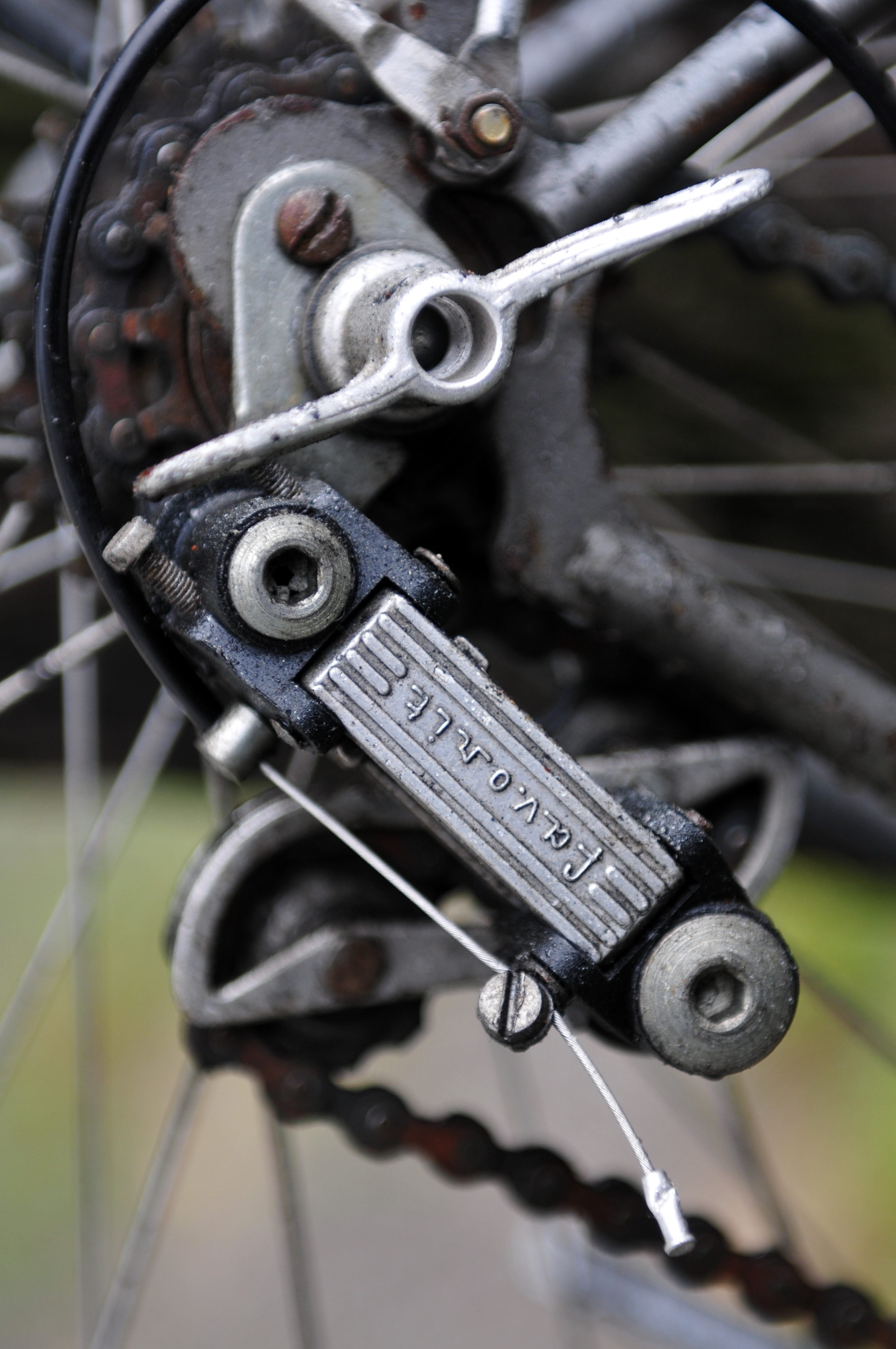
Komponenty Favorit používané i na kolech Eska